# Балла, Игорь Иванович
Игорь Иванович Балла  (18 мая 1918, Тбилиси — 1990, Тбилиси) —  советский, грузинский актёр театра и кино; Заслуженный артист Грузинской ССР.

## Биография
В 1941 г. — актёр Ворошиловского драматического театра, затем работал в Тбилисском ТЮЗе.
В 1980-е годы руководил театральным коллективом учителей и старшеклассников средней школы № 133 города Тбилиси.

## Фильмография
| Год  |   | Название                     | Роль                     |
| ---- | - | ---------------------------- | ------------------------ |
| 1956 | ф | Тайна двух океанов           | член экипажа подлодки    |
| 1969 | ф | Рассказы о Димке             | папа Лены                |
| 1985 | ф | Пять тысяч за голову Мелвуда | Имя персонажа не указано |
| 1964 | ф | Отец солдата                 | роль второго плана       |

## Награды и признание
- Заслуженный артист Грузинской ССР.